# دان فيشر
دان فيشر (بالإنجليزية: Dan Fisher)‏ هو سياسي أمريكي، ولد في 1958 في فان بيورين في الولايات المتحدة. حزبياً، نشط في الحزب الجمهوري. وقد انتخب عضو مجلس نواب أوكلاهوما (2012 – 2016).